# Субнациональный индекс человеческого развития
Субнациональный индекс человеческого развития (СИЧР) совпадает с официальным индексом человеческого развития на национальном уровне. При этом он отражает изменение индекса человеческого развития среди географических регионов внутри страны. В настоящее время субнациональный индекс человеческого развития рассчитывается для более чем 1600 регионов в 160 странах, охватывающих более 99% мирового населения.

## Методология
Методологически субнациональный индекс человеческого развития основан на субнациональных версиях четырех индикаторов, которые используются для построения официального ИЧР.
Распределение значений субнационального индекса человеческого развития позволяет идентифицировать кластеры высокого, среднего и низкого человеческого развития, которые иногда пересекают национальные границы. Это можно увидеть в высокоразвитых регионах, окружающих Альпы (включая регионы во Франции, Швейцарии, Германии, Австрии и Италии, средне развитые прибрежные районы Гвинейского залива (включая регионы в Гане, Того, Бенине, Нигерии, Камеруне, Экваториальной Гвинее и Габоне), или наименее развитые регионы в странах Африки к югу от Сахары, не имеющих выхода к морю (включая Буркина-Фасо, Мали, Нигер, Чад, Центральноафриканскую Республику и Южный Судан).

## Список

### Российская Федерация
| Место  | Место | Регион                              | СИЧР        | СИЧР    |
| в 2018 | Изм.  | Регион                              | Индекс 2018 | Изм.    |
| ------ | ----- | ----------------------------------- | ----------- | ------- |
| 1      | ▬     | Центральный Федеральный округ       | 0,846       | ▼ 0,002 |
| 2      | ▬     | Уральский Федеральный округ         | 0,841       | ▲ 0,002 |
| 3      | ▬     | Северо-Западный Федеральный округ   | 0,834       | ▼ 0,002 |
| 4      | ▬     | Дальневосточный Федеральный округ   | 0,810       | ▼ 0,003 |
| 5      | ▲ 1   | Приволжский Федеральный округ       | 0,805       | ▲ 0,002 |
| 6      | ▼ 1   | Южный Федеральный округ             | 0,801       | ▼ 0,002 |
| 7      | ▬     | Сибирский Федеральный округ         | 0,796       | ▲ 0,003 |
| 8      | ▬     | Северо-Кавказский Федеральный округ | 0,794       | ▼ 0,002 |